# Rajd Tulipanów 1958

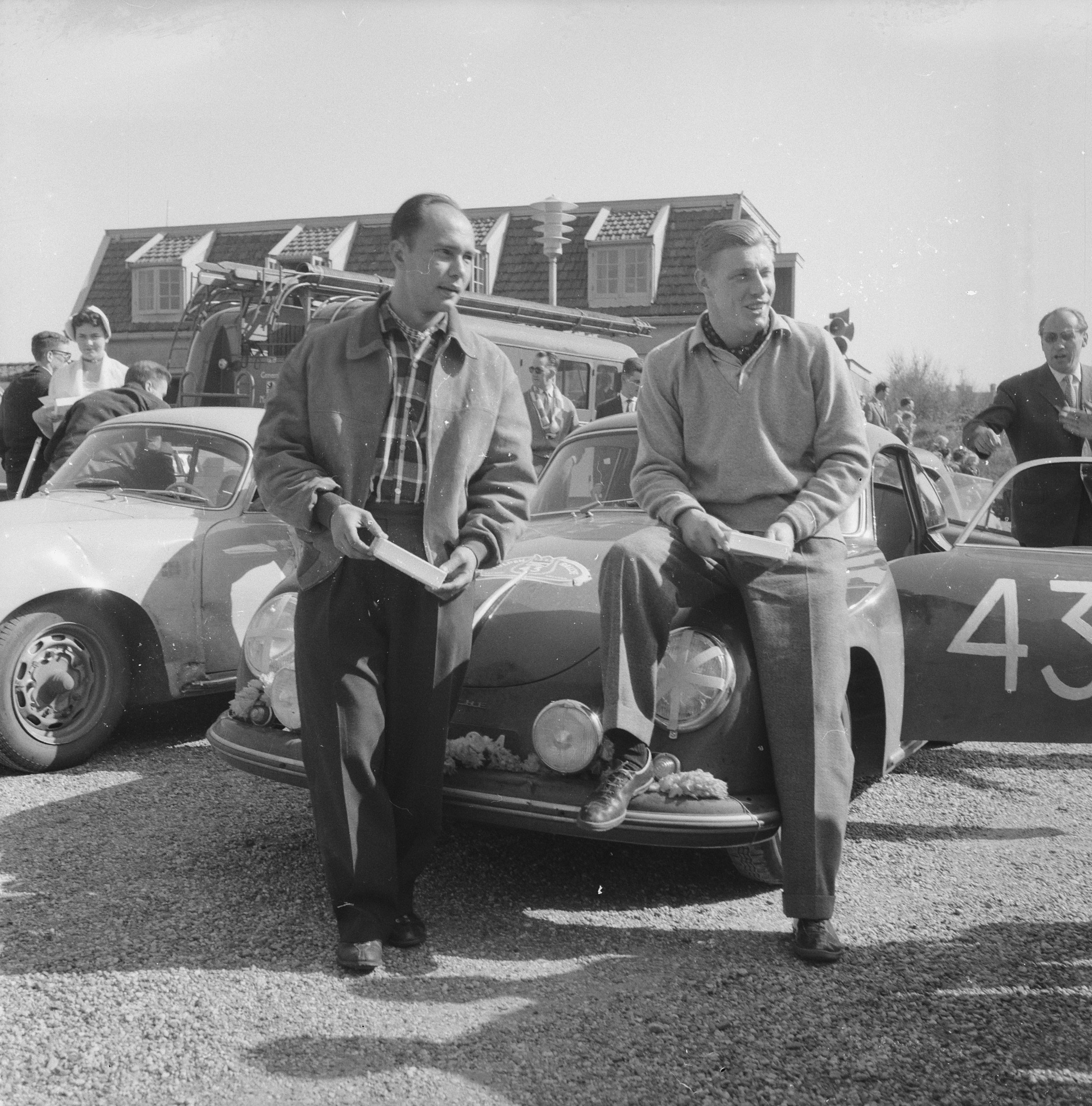
Holendrzy Wim Schorr i Willem Poll zodbywcy tzreciego miejsca w Rajdzie Tulipanów 1958 przy swoim samochodzie Porsche 356 1600

Rajd Tulipanów 1958 (10. Internationale Tulpenrallye) – 10. edycja rajdu samochodowego Rajd Tulipanów rozgrywanego w Holandii. Rozgrywany był od 26 do 30 kwietnia 1958 roku. Była to piąta runda Rajdowych Mistrzostw Europy w roku 1958.

## Klasyfikacja rajdu
| Miejsce                      | Kierowca                     | Pilot                        | Samochód                     | Czas                         | Strata                       |                              |
| Klasyfikacja generalna i ERC | Klasyfikacja generalna i ERC | Klasyfikacja generalna i ERC | Klasyfikacja generalna i ERC | Klasyfikacja generalna i ERC | Klasyfikacja generalna i ERC | Klasyfikacja generalna i ERC |
| ---------------------------- | ---------------------------- | ---------------------------- | ---------------------------- | ---------------------------- | ---------------------------- | ---------------------------- |
| 1.                           | Günther Kolwes               | Ruth Lautmann                | Volvo PV 444                 |                              | 0.0                          |                              |
| 2.                           | Max Riess                    | Hans Wencher                 | Alfa Romeo Giulietta TI      |                              |                              |                              |
| 3.                           | Wim Schorr                   | Willem Poll                  | Porsche 356 1600             |                              |                              |                              |
| 4.                           | Madeleine Blanchoud          | Renée Wagner                 | Auto Union 1000              |                              |                              |                              |
| 5.                           | Harry Bengtsson              | Sune Lindström               | Porsche 356 1600 Super       |                              |                              |                              |
| 6.                           | Jens Nielsen                 | Blicher Dam Vagn             | Volvo PV 444                 |                              |                              |                              |
| 7.                           | Eberhard Mahle               | Hermann Vogt                 | Auto Union 1000              |                              |                              |                              |
| 8.                           | Donald Jude Morley           | Godfrey Erle Morley          | Jaguar Mk1 3.4               |                              |                              |                              |
| 9.                           | Hans Ingier                  | Hartmut Dobberphul           | Volvo PV 444                 |                              |                              |                              |
| 10.                          | Ron Gouldbourn               | Stuart Turner                | Triumph TR3A                 |                              |                              |                              |